# I Am Alive: Surviving the Andes Plane Crash
I Am Alive: Surviving the Andes Plane Crash (br: Estou Vivo: Milagre dos Andes) é um documentário de televisão de 2010, produzido pelo The History Channel, contando a tragédia do Voo Força Aérea Uruguaia 571 da perspectiva do sobrevivente Nando Parrado. Dirigido por Brad Osborne, este documentario te características especiais e reconstituições do acidente de 13 de outubro de 1972 e a luta de 72 dias para sobreviver que se seguiram, incluindo detalhes sobre a caminhada de 37 milhas para fora das montanhas por Parrado e o companheiro e sobrevivente Roberto Canessa. Aparecendo no filme são Parrado, Canessa, Eduardo Strauch e vários outros sobreviventes, as equipes de pesquisa originais, historiadores, pilotos experientes,peritos médicos de alta altitude, e outros, incluindo Piers Paul Read (autor de Alive: The Story of the Andes Survivors),o renomado alpinista Ed Viesturs eo perito sobre os sobreviventes dos andes o alpinista Ricardo Peña (que liderou a única expedição até o momento para repetir e documentar a rota de fuga dos sobreviventes e fez muitas descobertas no local do acidente).

## Sinopse
Essa é uma das maiores e emocionantes histórias de sobrevivência humana já contadas – e que envolveu pessoas cuja única forma de se manter com vida foi praticando o antropofagismo.Esta história teve inicio numa Sexta Feira 13 de Outubro de 1972 com a decolagem de um avião com 45 membros de um time de rugby,que mais tarde se acidentaria na remota Cordilheira dos Andes. Após 10 semanas, o mundo pensou que estavam mortos. Mas o que os sobreviventes tiveram que suportar foi muito pior do que a morte.

## Recepção da crítica
A critica Linda Stasi do New York Post premiou I Am Alive com quatro estrelas , chamando-o de "sem dúvida o melhor documentário de sobrevivência que eu já vi na TV".

## Ver Também
- Alive (1993)
- Supervivientes de los Andes